# Jewel Shepard
Jewel Shepard (Flatbush, 3 de enero de 1958) es una actriz, escritora y fotógrafa estadounidense, reconocida por sus papeles en las películas Christina (1984), Party Camp (1987) y Return of the Living Dead (1985). En 1992 publicó el libro Invasion of B Girls y en 1996 escribió su autobiografía, If I'm So Famous, How Come Nobody's Ever Heard of Me?

## Biografía
Shepard llegó a California a comienzos de la década de 1980 e inicialmente trabajó en varios clubes de estriptis de Los Ángeles y en algunas sesiones fotográficas como modelo. Durante esta época conoció al cineasta de género Dan O'Bannon, quien más adelante le ofrecería uno de sus papeles más reconocidos. Después de una serie de pequeños papeles para televisión, Shepard entró en el cine con The Junkman (1982) de H. B. Halicki. Más adelante interpretó papeles en más de una docena de películas de serie B, incluyendo The Return of the Living Dead (1985), dirigida y escrita por O'Bannon.
En 1992 capitalizó su estatus de "Chica B" escribiendo Invasion of B Girls, un libro de entrevistas con actrices de culto como Kitten Natividad, Linnea Quigley, Yvette Vickers y Mary Woronov. También ha escrito para publicaciones como Premiere, Cosmopolitan, Details y The Associated Press.
La actriz ha estado luchando contra el cáncer de mama invasivo desde 2011 y ha sido tratado con quimioterapia, extirpación de ganglios linfáticos y una doble mastectomía.

## Filmografía
| Año       | Título                                  | Papel                         | Notas |
| --------- | --------------------------------------- | ----------------------------- | ----- |
| 1978      | Teen Lust                               |                               |       |
| 1982      | Raw Force                               |                               |       |
| 1982      | The Junkman                             |                               |       |
| 1982      | Electric Blue 8                         | Bobby Beal                    |       |
| 1982      | Zapped!                                 | Mujer en el auto              |       |
| 1983      | My Tutor                                | Mujer en la cabina telefónica |       |
| 1983      | The Sex and Violence Family Hour        | Bailarina                     |       |
| 1984      | Hollywood Hot Tubs                      | Crystal Landers               |       |
| 1984      | Christina                               | Christina                     |       |
| 1985      | The Return of the Living Dead           | Casey                         |       |
| 1985      | Yellow Pages                            | Peaches                       |       |
| 1987      | Party Camp                              | Dyanne Stein                  |       |
| 1987      | Scenes from the Goldmine                | Dana                          |       |
| 1987      | The Underachievers                      | Profesora                     |       |
| 1988      | Going Undercover                        |                               |       |
| 1990      | Hollywood Hot Tubs 2: Educating Crystal | Crystal                       |       |
| 1991      | Mission Killfast                        | Miss Agosto                   |       |
| 1992      | Roots of Evil                           | Wanda                         |       |
| 1992-1994 | Garfield and Friends                    | Shannon                       | Voz   |
| 1994      | Caged Heat 2: Stripped of Freedom       | Amanda                        |       |
| 1995      | Scanners: The Showdown                  | Enfermera                     |       |
| 1995      | The Cooler                              | Prostituta                    |       |
| 1996      | Almighty Fred                           | Ella misma                    |       |
| 2008-2013 | The Garfield Show                       |                               | Voz   |
| 2011      | The Artist                              | Flapper Starlet               |       |
| 2017      | Slasher.com                             | Momma Myers                   |       |